# イザヤ・プニヴァイ
イザヤ・プニヴァイ（Isaiah Punivai、2000年12月1日 - ）は、ジャパンラグビーリーグワン東京サントリーサンゴリアスに所属するラグビー選手。

## プロフィール
- ニュージーランド・ロワー・ハット出身[1]。
- ポジションはセンター(CTB)。
- 身長 186 cm、体重 102 kg。
- 兄のナニもラグビー選手。

## 略歴
セント・ケンティガン・カレッジ卒業後、カンダベリー、クルセイダーズ を経て、2022年、東京サントリーサンゴリアスに加入。
2023年1月14日に行われたJAPAN RUGBY LEAGUE ONE第4節コベルコ神戸スティーラーズ戦にて途中出場で日本での公式戦初出場を果たした。